# Nehardea

Nehardea était une ville de Babylonie, située à ou près de la jonction de l'Euphrate avec le Nehar Malka (également appelé Nâr Sharri, Ar-Malcha, Nahr el-Malik, ou Canal du Roi), et l'un des premiers centres du judaïsme babylonien.

## Aux origines
La présence juive à Nehardea remonte au roi Yehôyakîn, qui y établit sa résidence. Elle demeura d'ailleurs le siège de l'exilarque. D'après Sherira Gaon, Yehôyakîn et ses pairs construisirent une synagogue à Nehardea, pour la fondation de laquelle ils utilisèrent de la terre et des pierres qu'ils avaient emportées, selon Ps. 102:17, de Jérusalem. Cette synagogue fut appelée « Shaf we-Yatib; » il y est fait plusieurs fois référence dans la littérature talmudique du IIIe siècle et du IVe siècle. Abaye affirme que c'est en ce lieu que repose la Shekhina en Babylonie.

## Mentions par Josèphe et parallèles talmudiques
Les Cohanim de Nehardea descendraient, toujours selon le Talmud, d'esclaves de Pashour ben Immer, le contemporain de Yehôyakîn. D'autres allusions talmudiques mettent également en doute l'ascendance des Juifs nehardéens. Le fait qu'Hyrcan II ait, selon Flavius Josèphe, vécu à Babylone lorsqu'il était prisonnier des Parthes pourrait expliquer que, jusqu'au IIIe siècle, certains faisaient remonter leur lignage aux Hasmonéens. L'importance de la ville au cours du dernier siècle d'existence du Second Temple ressort de la déclaration du même auteur:
« La ville de Nehardea est densément peuplée, et possède entre autres avantages un territoire extensif et fertile. Elle est de plus imprenable, étant entourée par l'Euphrate et solidement fortifiée. »

Le Talmud fait lui aussi référence à l'importance du territoire de Nehardea. Outre l'Euphrate, le Nehar Malka formait l'une des défenses naturelles de la ville; le passage au-dessus de la rivière (ou peut-être du canal) est mentionné de même.
« Nehardea et Nisibis, » dit encore Josèphe, « étaient les trésoreries des Juifs d'Orient, où les  taxes du Temple étaient entreposées jusqu'aux jours dits pour les envoyer à Jérusalem. » Nehardea était également la ville natale de Hanilaï et Hassinaï, deux frères qui, au premier tiers du Ier siècle, fondèrent brièvement un royaume brigand sur l'Euphrate, qui causa une réaction locale violemment anti-juive après leur mort,. Après la destruction de Jérusalem, Nehardea est mentionné une première fois en rapport avec le séjour de Rabbi Akiva. Dans la période tannaïtique qui fait suite à Hadrien, une anecdote fait référence à la dette collectée par Aḥaï ben Yoshia à Nehardea.

## Nehardea à la fin de la période tannaïtique
Nehardea apparaît clairement devant de la scène de l'histoire juive à la fin de la période tannaïtique. L'école de Shila est alors prééminente, et pave la voie à l'activité des académies talmudiques de Babylone. Shmouel (Samuel de Nehardea), dont le père, Abba bar Abba, était une autorité à Nehardea, établit la réputation de l'académie, tandis que Abba bar Ayvo, qui y avait probablement enseigné un temps, fonde l'académie de Soura, située sur l'Euphrate à environ vingt parasanges de Nehardea, dont la réputation sera plus grande encore. L'histoire de Nehardea est résumée dans celle de l'activité de Shmouel. Peu après la mort de celui-ci, l'académie est détruite par Papa ben Nesser, en 259, et son collège est transféré à Poumbedita.
À cette époque, les gens de Lydda et de Nehardea sont mentionnés comme particulièrement fiers et ignorants.

### Naḥman ben Jacob
Nehardea regagne cependant rapidement son importance, grâce à Rav Naḥman. Le Talmud de Babylone comprend de nombreuses références à son activité. Raba relate une promenade qu'il effectue avec Rav Naḥman dans la « rue du cordonnier » ou, selon une autre version, la « rue des savants. » Certaines portes de Nehardea qui avaient été, même au temps de Shmouel, couvertes de terre de sorte qu'elles ne pouvaient être fermées, furent déterrées par Rav Naḥman. À deux reprises, il désigne Nehardea comme « Babel. »
Outre Rav Naḥman, Rav Sheshet y habita également pour un temps. Selon une assertion datée du IVe siècle, un amora avait entendu à Nehardea certaines sentences tannaïtiques, jusque-là inconnues des maîtres. Nehardea demeure la résidence d'un certain nombre d'hommes instruits, dont certains appartiennent au collège de Mahoza, dont l'importance est considérable en ce temps, et d'autres à celui de Poumbedita. Vers le milieu du IVe siècle, Rav Ḥama y vit; la maxime « Par les 'amoraïm de Nehardea', comprend Ḥama » devient un canon dans les écoles babyloniennes.

### Amemar
Vers la fin du IVe siècle et le début du Ve siècle, Nehardea redevient un important centre du judaïsme babylonien, grâce à l'activité d'Amemar, bien que celle-ci fut éclipsée par celle de Rav Achi, directeur de l'académie de Soura. Rav Achi réussit d'ailleurs à faire transférer le siège de l'exilarque de Nehardea, où il avait jusque-là été fixé par privilège, à Soura. Par ailleurs, il dissuada Amemar d'introduire la récitation du Décalogue dans le rituel liturgique quotidien. Il réussit cependant à faire passer une autre innovation dans ce domaine.
Le Talmud mentionne d'autres sages natifs ou résidents de Nehardea pendant cette période, parmi lesquels:
- Rav Dimi[27], qui présida Poumbedita comme second successeur à Ḥama[28]
- Rav Zebid[29]
- Ḥanan[30]
- Simaï[31]
- Adda bar Minyomi, parfois appelé le « juge de Nehardea[32] »

Après la période talmudique, s'illustrent Aḥa de Be-Ḥatim, dans le voisinage de Nehardea, mentionné par Sherira Gaon comme l'une des autorités saboraïques du VIe siècle, et Mar Rav Ḥanina, l'un des premiers gueonims de Poumbedita, et contemporain de Mahomet. Il s'agit de la dernière référence à Nehardea dans l'histoire juive.
Benjamin de Tudèle mentionne cependant les ruines de la synagogue Shaf Yatib, à deux jours de marche de Soura, et une et demie de Poumbedita .

## Informations non datées
Le Talmud comporte certaines mentions éparses, sans datation précise sur Nehardea:
- selon une ancienne coutume, on y lisait des péricopes des Ketouvim lors des offices de Min'ha le shabbat[35];
- le pays était peu sûr du fait des brigands bédouins[36];
- une ancienne règle de procédure des tribunaux de Nehardea est mentionnée dans T.B. Ketoubot 87a.

Par ailleurs, Nehardea est célèbre dans l'histoire de la Massorah du fait d'une ancienne tradition relative au nombre de versets dans la Bible ; ce serait Hamnuna qui l'aurait rapportée de Nehardea, où il l'aurait reçu de Naḳḳaï. Certains passages du texte biblique sont caractérisés par la tradition, et en particulier la massorah du Targoum du Pentateuque, comme étant ceux de Soura, et d'autres comme ceux de Nehardea.